# Linyphia perampla
Linyphia perampla là một loài nhện trong họ Linyphiidae.
Loài này thuộc chi Linyphia. Linyphia perampla được Octavius Pickard-Cambridge miêu tả năm 1885.